# Тамно плава (филм)
Tамно плава (енгл. Dark Blue) амерички је криминалистичко драмски филм из 2002. године у режији Рона Шелтона.

## Радња
Лос Анђелес, 1992. Филм почиње in medias res наредником ЛАПД Елдоном Перијем који шета по соби мотела са пушком и пиштољем.
Пет дана раније, четири особе су погинуле, а једна повређена када су два криминалца, Дерил Орчард и Гери Сидвел, опљачкали радњу која ради 24 сата да би приступила канцеларијском сефу. У међувремену, Пери брани свог партнера, детектива Бобија Кифа, на интерном саслушању о његовој употреби смртоносне силе у претходном случају; Киф је ослобођен. Касније, Пери и Киоф прослављају Перијево предстојећу промоцију са његовим шефом (и Киоховим ујаком), еком Ван Метером. Ван Метер је корумпирани полицајац који често охрабрује своје потчињене да фалсификују доказе, касније те вечери посећује Орчард и Сидвелов дом и узима украдени новац из сефа, прекоревајући их због несмотреног понашања током пљачке.
Ван Метер задаје Перија и Кеоуа да истраже пљачку, обезбеђујући лажни алиби за Орчарда и Сидвела и наређујући им да прикаче злочин на неког другог. У међувремену, помоћник шефа полиције Артур Холанд проналази Перијево сведочење против Кифовог осумњиченог на суђењу, сумњајући да је Киф убио осумњиченог како се терети. Његова помоћница, Бет Вилијамсон, прегледа досијее двојице мушкараца и види да је мушкарац са којим је претходно имала анонимни случајни секс Киф.
Након добијања налога за претрес, користећи прикривене методе, СВАТ тим упада у кућу бивших осуђеника који би требало да буду „жртвени јарац” за Перија. Један од њих успева да побегне, али га ухвате Пери и Киф. По Перијевом наређењу, Кео невољно убија невиног човека и остаје запањен. Касније, када се Пери врати кући, сазнаје да га жена напушта. У међувремену, Кео посећује Вилијамсона и признаје убиство, нудећи да сведочи против Перија у случају корупције. Ван Метер превари Перија и пљачкаше да се међусобно убију баш када избијају нереди у Лос Анђелесу.
Верујући да је Перија послао Ван Метер да убије Орчарда и Сидвела, Киф и Вилијамсон такође одлазе на адресу пљачкаша. Њих тројица се на крају сретну у уличици, али Орчард и Сидвел убијају Кјоа. Уплакани Вилијамсон криви Перија за оно што се догодило. Пери извештава о инциденту, не оклевајући дуго пре него што је јурио за Орчардом и Сидвелом. Током нереда, Сидвел је извучен из аутомобила и претучен на смрт, а Пери је заробио Орчарда. Пери затим одлази на своју церемонију промоције, где признаје корупцију, оптужује Ван Метера и добровољно иде у хапшење.